# マイノリティ・リポート (テレビ番組)
『マイノリティ・リポート』は日本テレビ系列で放送された特別番組。

## 放送内容
普通のニュース番組では絶対に取り扱われないような「ニッチでマイノリティーな世界」をニュース形式で紹介する。

## 出演者

### MC
- 上田晋也（くりぃむしちゅー）
- マツコ・デラックス

### 進行
- 桝太一（日本テレビアナウンサー）

## 放送日時
| 回数  | 放送日時                    |
| ----- | --------------------------- |
| 第1回 | 2010年10月23日13:30 - 14:30 |
| 第2回 | 2011年4月20日22:00 - 23:14  |

## スタッフ
- 構成：石塚祐介、成瀬正人/桜井慎一
- TM：石塚功
- SW：鎌倉和由
- CAM：日向野崇、濱川和人
- MIX：白水英国
- AUD：中山貴晴
- VE：山口孝志
- VTR：矢田部昭
- 照明：小笠原雅登
- 美術プロデューサー：林健一
- デザイン：栗原純二
- 大道具：
- 電飾：稲葉光宣
- 小道具：林
- メイク：
- 技術協力：NiTRo、八峯テレビ
- 美術協力：日テレアート
- 編集：中西雅照（読売映像）
- MA：島崎敏晴、飯塚雄一（読売映像）
- 音効：岡田淳一
- CG：キャニットG
- 編成：小野隆史
- 宣伝：友定絋子
- リサーチ：フォーミュレーション、フルタイム、パンドラ
- TK：大島倫子
- デスク：津下佳子
- AD：比嘉孝太、佐伯
- ディレクター：前川善郎、新沢学、丹野樹史、高橋研、奥川佑輝、岩波純、福岡隆幸
- 演出：上利竜太
- プロデューサー：田中宏史/上原敏明、島田勇夫、石原由季子
- チーフプロデューサー：藤井淳
- 制作協力：U-FIELD、ZION
- 製作著作：日本テレビ